# Goossensia cibarioides
Goossensia cibarioides é uma espécie de fungo pertencente à família Cantharellaceae.